# Su Excelencia
Su Excelencia è un film del 1967 diretto da Miguel M. Delgado, con protagonista Cantinflas. Contiene un celebre e toccante discorso ispirato alla frase evangelica "Amatevi gli uni gli altri" (Gv 15, 9-17).

## Sinossi
Lopito Lopez è un semplice burocrate della Repubblica dei Cocchi. Tuttavia, nell'isola si verificano alcuni cambi nella classe dirigenziale e lo stesso Lopito viene nominato ambasciatore. In questa nuova veste si troverà ad affrontare il conflitto tra le due fazioni principali del potere: i "verdi" e i "colorati" i quali, guidati da Dolaronia (ovviamente gli Stati Uniti) e Pepeslavia (affiliati a Stalin dell'URSS), hanno bisogno del voto del nuovo dignitario in un'assemblea internazionale per dominare il mondo.
In seguito a svariate vicende, la trama raggiunge il culmine quando il protagonista, in qualità di ambasciatore della Repubblica dei Cocchi, ha la possibilità di tenere un discorso ufficiale alla presenza dei "rappresentanti del mondo", del quale approfitterà per muovere una critica, non solo a entrambi i modelli economici (socialista e capitalista) che imperavano ai tempi della guerra fredda, ma anche al comportamento delle superpotenze, Stati Uniti e Unione Sovietica.